# Miquel Iceta i Llorens
Miquel Iceta i Llorens (Barcelona, 17 d'agost de 1960) és un polític català, primer secretari del Partit dels Socialistes de Catalunya (PSC) des del 2014. El desembre del 2023 fou nomenat ambaixador d'Espanya davant la UNESCO.
Anteriorment fou secretari primer del Parlament de Catalunya (2012–2014), candidat a president de la Generalitat de Catalunya pel PSC a les eleccions del 2015 i del 2017, Ministre de Política Territorial del Govern d'Espanya entre gener i juny de 2021 i Ministre de Cultura i Esport entre 2021 i 2023.

## Biografia
Nascut a Barcelona l'any 1960, Miquel Iceta es va afiliar al Partit Socialista Popular de Catalunya (PSP) amb 17 anys i el 1978 va passar a formar part del Partit dels Socialistes de Catalunya (PSC). Es va matricular a la facultat de Química durant un any i després a la facultat d'Econòmiques de la Universitat Autònoma de Barcelona, però després de cursar cinc vegades seguides el primer curs i d'esgotar totes les convocatòries disponibles, va ser finalment expulsat del centre. D'ençà el 1984, tot i no disposar de cap tipus d'experiència prèvia professional ni de formació acadèmica, ha format part de la direcció realitzant tasques d'organització, de formació i de coordinació de campanyes electorals. Va participar en un seminari intensiu sobre campanyes electorals als Estats Units el 2002.
La seva ideologia s'emmarca dins de la democràcia social i d'un espanyolisme suau. Miquel Iceta ha estat un dels primers polítics espanyols a declarar obertament ser homosexual. Igualment, és dels primers polítics que va configurar un blog sòlid a internet.

## Trajectòria política
Ha estat regidor de l'Ajuntament de Cornellà de Llobregat entre el 1987 i el 1991, director del Departament d'Anàlisi del gabinet de la Presidència del Govern espanyol (1991-1995), sotsdirector del mateix gabinet (1995-1996) i va ser elegit diputat al Congrés dels Diputats per la circumscripció de Barcelona en les eleccions generals del 1996 on va formar part de les candidatures del PSC-PSOE.
L'any 1999 va ser elegit diputat al Parlament de Catalunya en la VI legislatura, escó que ha revalidat en els comicis de 2003, 2006, 2010 i 2012. En la VII legislatura va ser ponent en la redacció de l'Estatut d'Autonomia de Catalunya de 2006. Ha estat el portaveu del Grup Parlamentari Socialista al Parlament del 2003 al 2012. En la constitució de la X legislatura, el 17 de desembre de 2012, va ser escollit secretari primer de la Mesa del Parlament. Durant aquest període també fou president de la Fundació Rafael Campalans, entitat que té com a objectiu principal la difusió del pensament socialista democràtic i que es defineix com el laboratori d'idees del PSC. Considerat un dels ideòlegs del partit, durant anys fou la mà dreta de Josep Borrell, Narcís Serra, José Montilla i Pasqual Maragall.
Dins del Partit dels Socialistes de Catalunya ha estat vice-primer secretari de la formació (2000-2011). Va optar per la primera secretaria del seu partit l'any 2011, tot i que finalment es va retirar de la cursa per liderar-lo, a causa de la manca de suports.

### Primer secretari del PSC
Amb la dimissió de Pere Navarro com a primer secretari del PSC l'any 2014, Iceta va ser l'únic candidat que es va presentar per substituir-lo i, així, va resultar elegit pel càrrec en unes eleccions obertes a tota la militància del partit. Va dissenyar una estratègia a llarg termini per tal de redirigir el PSC cap a un electorat no sobiranista, fent oposició als partits impulsors del procés independentista.
Va ser el candidat del partit a les eleccions al Parlament de Catalunya de 2015, amb una campanya on es va presentar com a l'única alternativa real a l'independentisme català, amb un lema que deia "Per una Catalunya millor en una Espanya diferent". Durant la campanya, va tenir el suport institucional de diverses personalitats del PSOE, com Pedro Sánchez. Van obtenir 16 escons, baixant poc més d'un punt respecte a les eleccions del 2012. A nivell municipal, però, el partit va patir una davallada de 200.000 vots durant aquest període.
El 2016 el partit estatal va patir una dura crisi de lideratge, i Iceta va donar suport explícit a Pedro Sánchez. En setembre, Núria Parlón es van mostrar disposada públicament a liderar el PSC però Iceta va continuar al càrrec després de guanyar a Parlón en un procés de primàries internes en octubre. El suport d'Iceta a Sanchez va tensar el partit, fins al punt que - per tal d'evitar el trencament- el març del 2017 va ser un dels responsables de fomentar una nova relació entre el PSC i el PSOE, on el primer cedia sobirania i competències en favor del partit estatal.

### Referèndum de l'1-O i aplicació del 155
Durant la tardor del 2017 va donar suport a l'aplicació de l'Article 155 de la Constitució espanyola sobre la Generalitat de Catalunya. Aquest fet va provocar que diversos alcaldes socialistes, com els de Terrassa, Blanes i Castellar del Vallès estripessin el carnet del partit i que es trenquessin pactes de govern municipals, com el d'Ada Colau amb Jaume Collboni a la ciutat de Barcelona, el de Sant Cugat del Vallès i el de Girona, entre d'altres.
Des d'aleshores, va continuar un apropament progressiu a entitats unionistes com Societat Civil Catalana, fins al punt que va acabar incorporant el seu vicepresident a les llistes del PSC a les eleccions al Parlament de Catalunya de 2017. També va fer algun apropament al residu d'Unió Democràtica de Catalunya Units per Avançar, i aconseguí incorporar Ramon Espadaler a la seva candidatura.
La seva proposta electoral passa per desenvolupar l'Estatut vigent, un nou finançament i un pla d'inversió en infraestructures, a més de major reconeixement de llengua, cultura i símbols catalans i una reforma federal de la Constitució.
Va presentar una campanya presidencialista i va aconseguir fer créixer el nombre de votants al partit a les eleccions de 2017, on fou elegit diputat i obtingué 17 escons. En el catorzè congrés, celebrat en desembre de 2019, el partit va fer una aposta per aprofitar l'ensorrament de Ciutadans a les eleccions generals espanyoles de novembre de 2019 assumint part del seu discurs, nomenant Miquel Iceta com a primer secretari, Núria Marín rellevant Àngel Ros a la presidència i Eva Granados com a viceprimera secretària.

### Etapa ministerial
A les eleccions al Parlament de Catalunya de 2021 Miquel Iceta fou substituït com a cap de llista del PSC pel llavors Ministre de Sanitat espanyol Salvador Illa. Amb motiu d'aquesta substitució, el segon govern de Pedro Sánchez patí una lleu remodelació ministerial. El càrrec que havia ocupat Illa passà a mans de Carolina Darias, i Miquel Iceta entrà a formar part del Govern d'Espanya, com a Ministre de Política Territorial, càrrec que fins aleshores havia ocupat Darias. En la remodelació ministerial anunciada per Pedro Sánchez el 10 de juliol, passava a ocupar el Ministeri de Cultura i Esport i en prenia possessió el dia 12. Fins a l'últim moment, els mitjans van especular amb la possibilitat que esdevingués el nou portaveu o vicepresident de l'executiu espanyol. Va ser cessat del càrrec el novembre de 2023 essent substituït per Ernest Urtasun com a ministre de Cultura.
Poc després es va fer públic que seria nomenat ambaixador d'Espanya davant de l'Organització per a l'Educació, la Ciència i la Cultura (UNESCO), amb seu a París. El XV congrés del PSC, celebrat a Barcelona el març de 2024 va ratificar amb un 98 % de vots a favor l'executiva del partit encapçalada per Salvador Illa com a primer secretari, Miquel Iceta com a President i Núria Marín com a vicepresidenta.